# 小城二月
《小城二月》是一部2017年的中国电影短片，由邱阳编剧并导演。它赢得2017年戛纳电影节的短片金棕榈奖。

## 情节
在一个无名的中国小城市，一名苦恼的母亲彻夜拼命地试图找到她失踪的未成年女儿。
电影的背景设定在中国江苏常州市。

## 演员
- 李淑贤 饰演 蔡卓[1]

## 评价
该片获得了2017年戛纳电影节的短片金棕榈奖。